# 2016年摩苏尔大屠杀
2016年2月8日， 伊拉克和黎凡特伊斯兰国行刑队在伊拉克摩苏尔处决了超过300名警察、军队人员和民运人士。大多数受害者在该市及周边地区的拘留营内被枪杀，之后被集中埋在摩苏尔郊区。